# Andreja Škrbec
Andreja Škrbec, slovenska violinistka, * 1978, Postojna.
Študij violine je končala na Akademiji za glasbo v Ljubljani v razredu prof. Vasilija Meljnikova. Od leta 2003 je stalna članica Simfoničnega orkestra RTV Slovenija, poleg tega pa poučuje violino na Glasbeni šoli Ljubljana Center.